# Viaduc de Tusa
Le viaduc de Tusa (italien : viadotto Tusa) est un pont en poutre mono-caisson autoroutier de l'A20 situé à proximité de Tusa, dans la province de Messine, en Sicile (Italie).

## Histoire
Les deux viaducs autoroutiers construits en béton précontraint sont achevés en 2004, suivant la méthode de construction de l'encorbellement.
D'une longueur respective de 793 et 778 m et d'une largeur de 11,60 m, les ouvrages sont constitués d'une travée externe (direction Palerme) de portée de 18 m, deux autres de 22,5 m, huit travées intermédiaires de 90 m et d'une travée terminale (direction Messine) d'une portée nette de 50 m. La hauteur des piles varie de 34 à 75 m pour l'ouvrage en direction de Palerme et de 19 à 74 m pour celui vers Messine.
Le viaduc comporte un sens de circulation de deux voies chacun avec une bande d'arrêt d'urgence.